# Cornelius Vanderbilt III
 (février 2020).
Si vous disposez d'ouvrages ou d'articles de référence ou si vous connaissez des sites web de qualité traitant du thème abordé ici, merci de compléter l'article en donnant les références utiles à sa vérifiabilité et en les liant à la section « Notes et références ».
Pour les autres membres de la famille, voir Famille Vanderbilt.
Cornelius Neily Vanderbilt III (5 septembre 1873, New York - 1er mars 1942, Miami Beach) est un général, inventeur et yachtsman américain.

## Biographie
Fils de Cornelius Vanderbilt II et d'Alice Claypoole Gwynne (en), petit-fils de William Henry Vanderbilt, il est instruit par des tuteurs privés à St. Paul's School, dans le New Hampshire, avant d'aller à l'Université Yale où il obtient un Bachelor of Arts en 1895, puis un Bachelor of Philosophy (en), ainsi qu'un diplôme en génie mécanique. Durant ses études à Yale, il est membre de la Scroll and Key.
Contre les souhaits de son père, il épouse, en août 1896, Grace Graham Wilson (en), le plus jeune enfant du banquier new-yorkais Richard Thornton Wilson (en), Sr. et de Melissa Clementine Johnston. Ils sont les parents de Cornelius Vanderbilt IV.
Vanderbilt est à l'origine de plusieurs inventions mécaniques et dépose les brevets plus de trente inventions pour améliorer les locomotives et les wagons de fret. Certaines des plus importantes étaient une boîte à feu ondulée pour les locomotives qui a entraîné une augmentation substantielle de l'efficacité énergétique, un wagon-citerne à cylindres pour le transport d'huile en vrac et un type de tender de locomotive révolutionnaire (en). Également, lors de ses voyages à Londres et à Paris, il s'est rendu compte du potentiel d'adaptation de ses systèmes de métro à New York et s'est associé à August Belmont, Jr. pour créer l'Interborough Rapid Transit Company pour la construction du premier métro de la ville.
En 1901, il est commissionné comme second lieutenant dans le 12e régiment d'infanterie de la garde nationale de New York et reste membre de la garde nationale pendant trente-trois ans. Il est promu premier lieutenant en décembre 1902 et sert comme aide de camp du gouverneur de New York de septembre 1903 à décembre 1904. Promu capitaine en juin 1907, il sert d'aide au commandant de division d'octobre 1908, avant d'être promu lieutenant-colonel et inspecteur général en juin 1912.
En 1906, il est admis comme membre héréditaire de la Rhode Island Société des Cincinnati par droit de sa descente du chirurgien Henry Collins Flagg de l'armée continentale.
Avec la plupart de la garde nationale, Vanderbilt est mobilisé le 30 juin 1916 et sert à la frontière mexicaine. Lorsque les États-Unis ont déclaré la guerre à l'Allemagne et sont entrés dans la Grande Guerre en avril 1917. Vanderbilt est promu colonel le 20 juillet 1917 et nommé au commandement du 22e régiment d'ingénieurs de la garde nationale de New York. Le régiment est désigné comme le 102e régiment d'ingénieurs le 1er octobre 1917 et est devenu partie de la 27e division nouvellement organisée, composée d'unités activées de la garde nationale de New York. La 27e division a quitté New York pour Camp Wadsworth (en) à Spartanburg en septembre 1917, avant d'être expédiée en France en 1918.
En juillet 1918, peu de temps après son arrivée en France, Vanderbilt est promu au général de brigade. Peu de temps après, il est rentré de France aux États-Unis et a été affecté au Camp Lewis dans l'État de Washington, où il est arrivé le 20 août et a assumé le commandement de la 25e Brigade, qui faisait partie de la 13e Division.
Après la guerre, Vanderbilt est resté actif dans la garde nationale de New York. Il commande la 77e Division de la Réserve de l'Armée de terre jusqu'à ce qu'il quitte le commandement en 1935.
Après la Première Guerre mondiale, Vanderbilt et son épouse sont souvent retournés en Europe, devenus amis et invités de nombreux membres de la royauté européenne, y compris l'ancien empereur Guillaume II, et son frère, le prince Henri de Prusse, le roi Albert Ier de Belgique, le prince héritier Olav de Norvège, la reine Marie de Roumanie, le Chah d'Iran Reza Chah et tous les monarques britanniques depuis la Reine Victoria.

### Yachting
Comme avec les autres membres de sa famille, le yachting est l'un des passe-temps préférés. Il devient membre du syndicat de neuf membres qui a construit le yacht Reliance pour la défense réussie de la Coupe de l'America en 1903.
Il était commodore du New York Yacht Club de 1906 à 1908. En 1910, il relance son Aurora de 65 pieds à la victoire dans la course du New York Yacht Club pour la King Edward VII Cup (en) à Newport.
Avant la Première Guerre mondiale, son yacht personnel était le North Star dans laquelle il a visité l'Europe avec sa famille et a accueilli de nombreux invités distingués, dont le roi Édouard VII, l'empereur Guillaume II ou bien le tsar Nicolas II. Le North Star se trouve dans les eaux britanniques au début de la Première Guerre mondiale en 1914 et est saisi par le gouvernement britannique pour être utilisé comme navire-hôpital avec la promesse qu'il serait renvoyé après la guerre.

## Résidences
En 1914, Neily Vanderbilt hérite, de son oncle George Washington Vanderbilt II, d'un manoir spacieux situé au 640 de la Cinquième avenue à New York. Construit en 1880 par William Henry Vanderbilt, le manoir est sa résidence jusqu'à son décès sa résidence principale, avant d'être vendu à la famille Astor (sa veuve s'installe alors à la William Starr Miller House (en)).
Il possédait également une résidence d'été à Newport (Rhode Island), nommée Beaulieu et conçue par Calvert Vaux. Le manoir est situé sur la réputée Bellevue Avenue et se trouve à côté de la Marble House, construite par son oncle William Kissam Vanderbilt.

## Décorations
- Army Distinguished Service Medal
- Conspicuous Service Cross (New York) (en)
- Mexican Border Service Medal
- World War I Victory Medal (États-Unis)
- Ordre de la Couronne (Belgique) (commandeur)
- Croix de guerre (Belgique)
- Légion d'honneur (commandeur)

## Sources
1. ↑  « http://hdl.handle.net/10079/fa/mssa.ms.1181 »

- (en) Cet article est partiellement ou en totalité issu de l’article de Wikipédia en anglais intitulé « Cornelius Vanderbilt III » (voir la liste des auteurs).